# 三好俊行
三好 俊行（みよし としゆき、1949年10月6日 - ）は、毎日放送の元アナウンサー。

## 来歴・人物
大阪府八尾市出身。関西学院大学卒業後、1973年に毎日放送へアナウンサーとして入社。以来、テレビ番組のナレーションやラジオの報道番組中心に出演した。特に「なにわ友あれ赤井英和」での大阪弁丸出しの絶妙な語りは好評だった。その後は広報室へ異動し、考査部などを経て、2009年10月6日定年退職。
2010年現在は大阪経済大学で非常勤講師として日本語の正しい使い方を教えている。

## 過去に出演した番組
テレビ
- あどりぶランド
- モーニングナウ810[1]
- 朝ダッシュ!
- なにわ友あれ赤井英和（ナレーション） ほか

ラジオ
- なつかしのメロディ〜歌に想いを〜
- 俊郎・俊行 真昼はオアシス
- 諸口あきらのイブニングレーダー
- 毎日放送ラジオ大通り[1] ほか
- コケコッコ!!土曜の朝は三好です。